# روبرت دويل
روبرت دويل (بالإنجليزية: Robert Doyle)‏ هو سياسي أسترالي، ولد في 20 مايو 1953 في ملبورن في أستراليا. حزبياً، نشط في الحزب الليبرالي الأسترالي. وقد انتخب Leader of the Opposition (Victoria) ‏ (20 أغسطس 2002 – 8 مايو 2006) وانتخب Lord Mayor of Melbourne ‏ (1 ديسمبر 2008 – 4 فبراير 2018) وانتخب عضو الجمعية التشريعية فيكتوريا عن دائرة Electoral district of Malvern ‏ (3 أكتوبر 1992 – 25 نوفمبر 2006).